# دهستان بیدک
بیدک، دهستانی از توابع بخش مرکزی شهرستان آباده در استان فارس ایران است.

## جمعیت
براساس سرشماری سال ۱۳۹۵ جمعیت آن ۴٬۷۴۰ نفر (۱٬۴۷۵ خانوار) بوده‌است.